# تیساکورود
تیساکورود (به مجاری:  Tiszakóród) یک منطقهٔ مسکونی در مجارستان است که در ناحیه فهردیارمات واقع شده‌است. تیساکورود ۱۶٫۶۹ کیلومتر مربع مساحت و ۸۱۹ نفر جمعیت دارد.